# Tokyo Ghost Trip
Tokyo Ghost Trip é um dorama lançado no Japão em  12 de abril de 2008.
É um drama cômico e leve, baseado no mangá de mesmo título.

## Elenco
- Juri - Setsu Inui
- Ren Yagami - Inui Sowa
- Yoshikazu Kotani - Inui Komyo
- Yukihiro Takiguchi - Ryu Inui
- Ryoma Baba - Isuzu Kitano
- Ren Kiriyama - Inui Kai
- Gaku Shindo - Reaper
- Yasue Sato - Higurasaka Tamami
- Naoya Sakamoto - balconista Sala Sakamoto
- Kazuya Sakamoto - balconista Sala Sakamoto
- Masanori Tomita - Gerenciador de café
- Hitoshi Kitazawa - cobrador
- Ryosuke Miura
- Toshiki Ayata
- Ogi Shigemitsu
- Shinnosuke Abe
- Teyu Gong
- Yoko Oshima
- Shungiku Uchida
- Nonoka Imaizumi
- Ryosuke Takahashi
- Akira Kubo
- Sachiko Kokubu
- Akira Onodera
- Tomohisa Yuge
- Nasubi